# Nightingale Studios
Nightingale Studios är en repetitions- och inspelningsstudio som ligger i Burbank, Kalifornien i USA på 156 West Providencia Avenue. Nightingale Studios grundades 1990 och innehåller åtta lokaler att spela in i. Det var i denna studio som bandmedlemmarna i System of a Down (då Soil) träffades och arbetade tillsammans för första gången.

## Ett urval av album som spelats in i studion
- Dear Friend Dopamine – Where's Moo
- I Saw the Mountain / Slow Burning Car – Slow Burning Car
- Mangled Lies – Mournblade